# World Cup 1999 (Tischtennis)
| 1998 ← World Cup → 2000 | 1998 ← World Cup → 2000                          |
| ----------------------- | ------------------------------------------------ |
|                         | Männer                                           |
| Datum                   | 28.10.–31.10.                                    |
| Ort                     | Xiolan                                           |
| Auflage                 | 20                                               |
| Sieger                  | Wladimir Samsonow Werner Schlager Zoran Primorac |

Der Tischtennis-World Cup 1999 fand in seiner 20. Austragung vom 28. bis 31. Oktober im chinesischen Xiolan statt. Es gab letztmals nur einen Wettbewerb für Männer, nachdem in den drei Jahren vorher schon Frauenwettbewerbe stattgefunden hatten. Gold ging an Wladimir Samsonow aus Belarus.

## Modus
An dem Wettbewerb nahmen 16 Sportler teil, die auf vier Gruppen mit je vier Sportlern aufgeteilt wurden. Die Gruppenersten und -zweiten rückten in die im K. o.-Modus ausgetragene Hauptrunde vor. Die Halbfinal-Verlierer trugen ein Spiel um Platz 3 aus. Gespielt wurde in der Gruppenphase mit zwei Gewinnsätzen, danach (außer im Spiel um Platz 3) mit drei Gewinnsätzen.

## Teilnehmer
| Platz | Name              | TN |
| ----- | ----------------- | -- |
| 1     | Wladimir Samsonow | 4  |
| 2     | Werner Schlager   | 1  |
| 3     | Zoran Primorac    | 7  |
| 4     | Jörgen Persson    | 8  |
| 5     | Kōji Matsushita   | 2  |
| 5     | Jan-Ove Waldner   | 15 |
| 5     | Jean-Michel Saive | 10 |
| 5     | Liu Guoliang      | 5  |
| 9     | Wenguan Huang     | 7  |
| 9     | Kim Taek-soo      | 8  |
| 9     | Kong Linghui      | 6  |
| 9     | Wang Liqin        | 1  |
| 13    | Peter Jackson     | 7  |
| 13    | Liu Song          | 2  |
| 13    | Qianli Qian       | 1  |
| 13    | Segun Toriola     | 2  |

## Gruppenphase

### Gruppe 1
|                   | Ergebnis |                   |
| ----------------- | -------- | ----------------- |
| Werner Schlager   | 2:1      | Wladimir Samsonow |
| Werner Schlager   | 2:0      | Kong Linghui      |
| Werner Schlager   | 2:0      | Liu Song          |
| Wladimir Samsonow | 2:1      | Kong Linghui      |
| Wladimir Samsonow | 2:0      | Liu Song          |
| Kong Linghui      | 2:0      | Liu Song          |

| Platz | Spieler           | Spiele | Sätze | Punkte |
| ----- | ----------------- | ------ | ----- | ------ |
| 1     | Werner Schlager   | 3      | 6:1   | 6      |
| 2     | Wladimir Samsonow | 3      | 5:3   | 5      |
| 3     | Kong Linghui      | 3      | 3:4   | 4      |
| 4     | Liu Song          | 3      | 0:6   | 3      |

### Gruppe 2
|                   | Ergebnis |               |
| ----------------- | -------- | ------------- |
| Jean-Michel Saive | 2:1      | Liu Guoliang  |
| Jean-Michel Saive | 2:1      | Kim Taek-soo  |
| Jean-Michel Saive | 2:0      | Peter Jackson |
| Liu Guoliang      | 2:1      | Kim Taek-soo  |
| Liu Guoliang      | 2:0      | Peter Jackson |
| Kim Taek-soo      | 2:0      | Peter Jackson |

| Platz | Spieler           | Spiele | Sätze | Punkte |
| ----- | ----------------- | ------ | ----- | ------ |
| 1     | Jean-Michel Saive | 3      | 6:2   | 6      |
| 2     | Liu Guoliang      | 3      | 5:3   | 5      |
| 3     | Kim Taek-soo      | 3      | 4:4   | 4      |
| 4     | Peter Jackson     | 3      | 0:6   | 3      |

### Gruppe 3
|                | Ergebnis |                |
| -------------- | -------- | -------------- |
| Jörgen Persson | 2:0      | Zoran Primorac |
| Jörgen Persson | 2:1      | Wenguan Huang  |
| Jörgen Persson | 2:0      | Segun Toriola  |
| Zoran Primorac | 2:1      | Wenguan Huang  |
| Zoran Primorac | 2:0      | Segun Toriola  |
| Wenguan Huang  | 2:1      | Segun Toriola  |

| Platz | Spieler        | Spiele | Sätze | Punkte |
| ----- | -------------- | ------ | ----- | ------ |
| 1     | Jörgen Persson | 3      | 6:1   | 6      |
| 2     | Zoran Primorac | 3      | 4:3   | 5      |
| 3     | Wenguan Huang  | 3      | 4:5   | 4      |
| 4     | Segun Toriola  | 3      | 1:6   | 3      |

### Gruppe 4
|                 | Ergebnis |                 |
| --------------- | -------- | --------------- |
| Kōji Matsushita | 2:1      | Jan-Ove Waldner |
| Kōji Matsushita | 2:1      | Wang Liqin      |
| Kōji Matsushita | 2:1      | Qianli Qian     |
| Jan-Ove Waldner | 2:1      | Wang Liqin      |
| Jan-Ove Waldner | 2:0      | Qianli Qian     |
| Wang Liqin      | 2:0      | Qianli Qian     |

| Platz | Spieler         | Spiele | Sätze | Punkte |
| ----- | --------------- | ------ | ----- | ------ |
| 1     | Kōji Matsushita | 3      | 6:3   | 6      |
| 2     | Jan-Ove Waldner | 3      | 5:3   | 5      |
| 3     | Wang Liqin      | 3      | 4:4   | 4      |
| 4     | Qianli Qian     | 3      | 1:6   | 3      |

## Hauptrunde
|  | Viertelfinale     | Viertelfinale     |                 |                   | Halbfinale       | Halbfinale |  |  | Finale | Finale |
|  |                   |                   |                 |                   |                  |            |  |  |        |        |
|  |                   |                   |                 |                   |                  |            |  |  |        |        |
|  | Werner Schlager   | 3                 |                 |                   |                  |            |  |  |        |        |
|  | Werner Schlager   | 3                 |                 |                   |                  |            |  |  |        |        |
|  | Jan-Ove Waldner   | 1                 |                 |                   |                  |            |  |  |        |        |
|  | Jan-Ove Waldner   | 1                 | Werner Schlager | 3                 |                  |            |  |  |        |        |
|  |                   |                   | Werner Schlager | 3                 |                  |            |  |  |        |        |
|  |                   | Jörgen Persson    | 0               |                   |                  |            |  |  |        |        |
|  | Liu Guoliang      | Jörgen Persson    | 0               | 2                 |                  |            |  |  |        |        |
|  | Liu Guoliang      |                   |                 | 2                 |                  |            |  |  |        |        |
|  | Jörgen Persson    | 3                 |                 |                   |                  |            |  |  |        |        |
|  |                   |                   | Werner Schlager | 0                 |                  |            |  |  |        |        |
|  |                   |                   |                 | Wladimir Samsonow | 3                |            |  |  |        |        |
|  | Jean-Michel Saive | 0                 |                 |                   |                  |            |  |  |        |        |
|  | Zoran Primorac    | 3                 |                 |                   |                  |            |  |  |        |        |
|  | Zoran Primorac    | 3                 | Zoran Primorac  | 1                 |                  |            |  |  |        |        |
|  |                   |                   | Zoran Primorac  | 1                 | Spiel um Platz 3 |            |  |  |        |        |
|  |                   | Wladimir Samsonow | 3               |                   |                  |            |  |  |        |        |
|  | Wladimir Samsonow | Wladimir Samsonow | 3               | 3                 | Jörgen Persson   | 0          |  |  |        |        |
|  | Wladimir Samsonow |                   |                 | 3                 | Jörgen Persson   | 0          |  |  |        |        |
|  | Kōji Matsushita   | 0                 |                 | Zoran Primorac    | 2                |            |  |  |        |        |
|  | Kōji Matsushita   | 0                 |                 |                   | 2                |            |  |  |        |        |
|  |                   |                   |                 |                   |                  |            |  |  |        |        |

## Sonstiges
Der World Cup 1999 war der bisher letzte (Stand 2020), bei dem kein chinesischer und auch kein asiatischer Spieler eine Medaille erringen konnte.
Der belarussische Verband war durch den Sieg von Wladimir Samsonow der insgesamt achte, dem der Gewinn einer World-Cup-Goldmedaille gelang, eine Zahl, die sich bei den Männern seitdem nicht erhöht hat.
Mit 15 World-Cup-Teilnahmen verbesserte Jan-Ove Waldner seinen Rekord vom Vorjahr.